# Joseph Abraham Friedländer
Joseph Abraham Friedländer (geboren 1753 in Kolin, Bezirk Kolin, Böhmen; gestorben am 26. November 1852 in Brilon, Sauerland, Provinz Westfalen) war ein deutscher Landrabbiner für das Herzogtum Westfalen sowie das Fürstentum Wittgenstein und jüdischer Reformer.

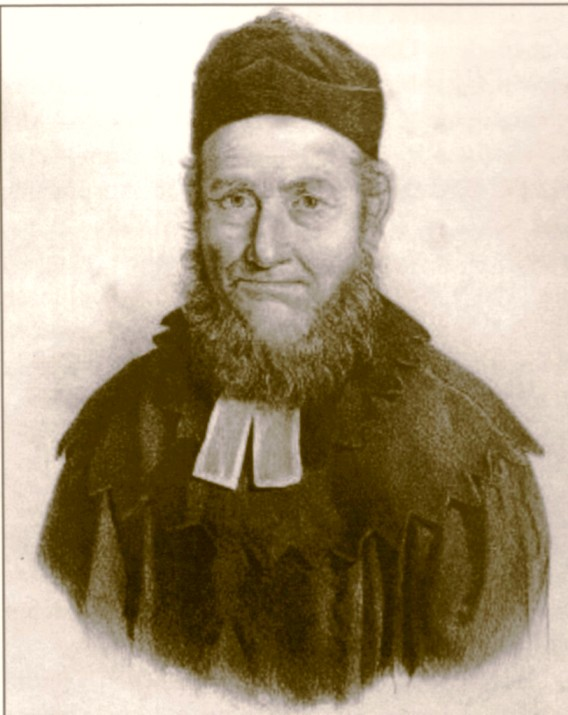
Joseph Abraham Friedländer

## Leben und Wirken
Joseph Friedländer war der Sohn von Abraham Friedländer und Neffe von David Friedländer.
Friedländer studierte an den Jeschiwot von Oberrabbiner Ezechiel Landau in Prag und in Pressburg. Anders als seine Lehrer war er ein Anhänger der Jüdischen Aufklärung. Wichtige Impulse kamen dafür von seinem Onkel David Friedländer, der in Berlin zum Kreis um Moses Mendelssohn gehörte. Er soll schon 1771 ein Rabbinatsdiplom erhalten haben.
Friedländer kam in jungen Jahren ins Herzogtum Westfalen, wo er zunächst als Schächter in Padberg, seit 1781 als Lehrer und seit 1783 als Landschreiber und Beirat im „theologischen Fach“ für die Landjudenschaft tätig war. Er arbeitete um 1815 auch als Amtsschreiber bei Johann Suibert Seibertz. In diesem Jahr wurde sein Geleit (d. h. das Wohnrecht) von Padberg nach Brilon verlegt. Dort wurde er am 11. August 1817 nach vorheriger Prüfung als Lehrer angestellt. Er arbeitete unter Rabbiner Hirsch Cohen als Vizerabbiner.
Der Obervorsteher der jüdischen Gemeinden im Sauerland Levi Lazar Hellwitz unterstützte die Reformideen Friedländers. Dieser setzte wie Alexander Haindorf in Münster auf eine weitgehende Assimilation. Er meinte, dass ein Festhalten an einer traditionellen Lebensweise und Religionsausübung zur Absonderung führen würde. Im ging es darum, das Judentum von den weit verbreiteten Vorurteilen zu befreien und es in ein friedliches Miteinander zu den Christlichen Mitbrüdern zu stellen.
Nach dem Tod Hirsch Cohens wurde Friedländer als sein Nachfolger gewählt. Am 26. April 1833 wurde Friedländer in Brilon bei Anwesenheit unter anderem des Bürgermeisters und des Landrates sowie zahlreicher auswärtiger Rabbiner, unter ihnen Benedikt Levi aus Gießen, Rabbiner Hellwitz aus Soest, Rabbiner Moses Gosen aus Marburg,  als Landrabbiner eingeführt.
In der Folgezeit hat Friedländer in der Synagoge Brilon die Gottesdienstformen stark verändert. Das Hebräische trat zu Gunsten des Deutschen zurück. Deutschsprachiger Chorgesang, Orgelspiel und eine auf Deutsch gehaltene Sabbat-Predigt wurden eingeführt. Auch eine der Konfirmation nachgebildete Feier für Jugendliche wurde eingeführt. Einige andere Gemeinden, wie die in Arnsberg, haben die Reformen übernommen. Als er auch verschiedene jüdische Feiertage für fakultativ erklärte, kam es zum Protest insbesondere orthodoxer Juden bei der Arnsberger Bezirksregierung. Obwohl der Landesrabbiner aus Münster Abraham Sutro ein konservatives Gutachten abgab, blieb Friedländer bei seinem Reformkurs.
Sein Sohn Abraham Friedländer war Vorsteher der Landesjudenschaft im Herzogtum Westfalen und sein Enkel Salomon Friedländer vertrat ähnliche reformjüdische Ansichten wie er.

## Schriften
- Šoräš Yōsef, Responsen über die Abschaffung der zweiten Festtage. Hannover und Brilon 1833, zweite Auflage erweitert durch einen Briefwechsel mit A. Chorin, Hannover 1835.
- Predigt zur Huldigungsfeier. 1840.
- Gutachten zugunsten des Gebetbuchs des Hamburger Tempels in: Allgemeine Zeitung des Judenthums : ein unpartheiisches Organ für alles jüdische Interesse in Betreff von Politik, Religion, Literatur, Geschichte, Sprachkunde und Belletristik. Hrsg. von Dr. Ludwig Philippson, VI. Jahrgang, No. 5, Leipzig 1842, S. 60–63. (Digitalisat bei Compact Memory).
- Gutachten zugunsten Abraham Geigers, 1842.
- Grußadresse an die Rabbinerversammlung, 1845.